# Zennor
Zennor – wieś i civil parish w Anglii, w Kornwalii, położona nad Oceanem Atlantyckim, ok. 10 km na północ od Penzance. Liczba mieszkańców wsi wynosi 217 osób. W mieście znajduje się zabytkowy kościół.

## Nazwa
Nazwa wsi a także gminy pochodzi od kornijskiej świętej Senary. Jest to ostatnia gmina w Anglii w kolejności alfabetycznej.

## Syrena z Zennor
Jedną z legend kornwalijskich jest przekaz o syrenie z Zennor. Młody, przystojny mieszkaniec wsi, Mateusz Trewhella zwykł śpiewać w tutejszym kościele hymn. Mieszkająca w pobliskiej zatoce syrena była oczarowana muzyką. Pewnego dnia założyła długą suknię, by ukryć ogon i poszła do kościoła. Początkowo podziwiała piękno muzyki i zaczęła przychodzić do kościoła codziennie. Podczas jednej z tych wizyt spojrzenia Mateusza i syreny spotkały się i zakochali się bez pamięci. Syrena wiedziała jednak, że musi wracać do morza, bo inaczej czeka ją śmierć. Zdradziła więc Mateuszowi swój sekret. Ten odprowadził syrenę do morza po czym nie widziano go już nigdy więcej. Podobno jego śpiew słychać czasem w Zennor.